# Адемар Капуанський
Адемар, герцог Сполетський (998—999), князь Капуанський (1000), син капуанського священика Бальзамо. Виховувася при дворі майбутнього імператора Священної Римської імперії Оттона II.
У грудні 998 імператор Священної Римської імперії Оттон III призначив Адемара герцогом Сполетським. Оттон разом з Адемаром повели свої війська на південь і захопили Капую, змістивши князя Капуанського Лайдульфа за убивство свого брата. Адемар став князем Капуанським. Після цього вони рушили до Неаполя та взяли в полон неаполітанського дуку Іоанна IV. Пізніше жителі Капуї змістили Адемара та вибрали князем Ландульфа VII.